# Gab Sorère
Gabrielle Bloch (Toul, 17 de febrero de 1870 - 14 de julio de 1961), conocida profesionalmente como Gab Sorère, fue una promotora artística, escenógrafa, innovadora mecánica, cineasta y coreógrafa francesa de la Belle époque. En colaboración con su pareja, la bailarina Loïe Fuller, para explorar la ilusión a través de la luminiscencia, produjo películas y coreografías que trasladaron el espectáculo de bailarines iluminados a la visión abstracta de luces bailando. A la muerte de Fuller, Sorère heredó el cuerpo de baile y el laboratorio de su compañera y se esforzó por mantener vivo su legado como artista de efectos visuales. Siguió realizando producciones innovadoras con fluorescencia y luz hasta la década de 1950.

## Trayectoria
Gabrielle Bloch nació en Toul, Lorena, Francia, el 17 de febrero de 1870. Era la hija privilegiada de un banquero francés, Julien Bloch (1843-1930). Su madre, Laura (1847-1925), escribió el libro Au loin, impressions hindoues, publicado en 1898. Estudió en casa, leyó a Schopenhauer a los nueve años y a los dieciséis ya estudiaba la literatura de la India antigua. Es posible que éste fuera el viaje que su madre escribió en el diario de viaje, en el que relataba visitas a Ceilán, el Himalaya y el norte de la India. Bloch vio actuar por primera vez a Loïe Fuller en su debut en París en 1892, cuando su madre la llevó a la representación. Estaba familiarizada con las mujeres de los salones de Natalie Barney y Gertrude Stein, entre las que se encontraban Romaine Brooks, Eileen Gray y Marie-Louise Damien, cantante más conocida como Damia, pero, al igual que Gray, tendía a ser seria y no tenía paciencia con la gente que la molestaba.
En 1898, Sorère vivía con Fuller, lo que suscitó polémica por ser abiertamente lesbiana, por ser Fuller ocho años mayor que Bloch y por la afición de esta última a vestirse habitualmente de hombre. Durante la Primera Guerra Mundial, Bloch estableció un servicio de ayuda para transportar ropa y alimentos a Bélgica y al norte de Francia. Fue decisiva a la hora de instar a Fuller a abrir una escuela de danza para evitar que su rival Isadora Duncan se hiciera con el dominio de las alumnas. Bloch adoptó el nombre profesional de Gab Sorère hacia 1920 y colaboró con Fuller, al tiempo que trabajaba como promotora de otros artistas. Fuller era la intérprete del dúo y Sorère trabajaba como escenógrafa e inventaba accesorios mecánicos, para luego dedicarse al cine. Las dos mujeres harían tres películas juntas, Le Lys de la vie (El lirio de la vida, 1921), Visions des rêves (Visiones de los sueños, 1924) y Les Incertitudes de Coppélius (Las incertidumbres de Coppelius, 1927). Le Lys de la vie fue una película muda, basada en una historia escrita por la reina María de Rumanía, amiga íntima de la pareja, y es la única de las películas que ha sobrevivido.
El único rollo que se conserva de su trabajo es un segmento de Le Lys de la Vie, que presenta un espectáculo dentro de otro con personajes vestidos a la manera clásica bailando junto al mar, un banquete, intrigas reales y un romance en el que René Clair interpreta a un príncipe a caballo.
Cuando no colaboraba con Fuller, Sorère dirigía la galería de muebles y el salón de decoración de interiores propiedad de Eileen Gray. La galería, conocida como Jean Désert, estuvo abierta de 1922 a 1930. Durante este tiempo, en 1926, Sorère y Fuller acompañaron a la reina Marie en una gira por Estados Unidos. Al año siguiente, Fuller enfermó durante el rodaje de Les Incertitudes de Coppélius y la producción se interrumpió mientras Sorère la cuidaba. La película estaba basada en el cuento de E. T. A. Hoffmann, The Sandman, y en ella actuaban los bailarines de la compañía de Fuller. Cuando Fuller enfermó de neumonía, los bailarines fueron enviados de gira a El Cairo y Sorère, que dirigía la película, hizo planes para terminarla a su regreso. Fuller murió en 1928 y Sorère heredó tanto el negocio como el laboratorio, donde las dos mujeres realizaron experimentos con iluminación y pintura. Protegía el legado de Fuller y era conocida por demandar a bailarinas que se hacían pasar por afiliadas a Fuller o a su cuerpo de baile.
Tras la muerte de Fuller, Sorère se convirtió en pareja de Damia y siguió experimentando con sales fosforescentes para conseguir efectos de iluminación teatral. La película de 1934 La Féerie des Ballets fantastiques de Loïe Fuller, producida por George R. Busby, contaba con coreografía de Sorère, que había reconstruido algunos de los bailes de Fuller. Aunque el argumento era débil, la película fue memorable por las técnicas empleadas para alterar la dimensión y la perspectiva mediante el uso de alargamientos rápidos y escorzos. Cuatro años más tarde, en 1938, Sorère produjo Ballets et Lumières con la compañía Mazda como homenaje a Fuller, utilizando luz negra y pintura fluorescente. Tomando danzas conocidas de Fuller, como la Danza del Fuego, e incluyendo nuevas coreografías propias, Sorère fue capaz de hacer desaparecer a los bailarines, dejando al público sólo la visión del movimiento de la luz. Aunque la aplicación de esta tecnología fue invención de Sorère, ya que Fuller había fallecido antes de explorar la luz negra,[27] la crítica aclamó a Fuller por la producción y la innovación de hacer que los bailarines pasaran de actuar bajo la luz a una representación abstracta de luces bailando. Sorère siguió produciendo coreografías hasta la década de 1950.